# Церква Різдва Пресвятої Богородиці (Мартинівка)
Церква Різдва Пресвятої Богородиці в Мартинівці — парафія і храм Бучацького благочиння Тернопільської єпархії Православної церкви України в селі Мартинівка Чортківського району Тернопільської области.

## Історія церкви
Храм у Мартинівці був збудований у 1930 році під керівництвом о. Петра Соколовського як костел.
У 1947 році, після виселення поляків, католицький храм припинив своє існування. У радянський період він використовувався як склад, а з 1986 року — як спортзал.
У 1997 році художник Ігор Федорків із села Косів розмалював церкву.
У 2001 році смерч частково пошкодив покрівлю храму та знищив купол. Силами парафіян і меценатів покрівлю відновили.
У 2007 році було зроблено новий іконостас. З довоєнних часів збереглася фігура Матері Божої, загородка на хорах та вхідні двері.
На території села Мартинівка є кілька святинь:
- Фігура Божої Матері, встановлена восени 2001 року на церковному подвір'ї.
- Хрести на в'їзді до сіл Янівка та Войтихівка.

Останній хрест, розташований на роздоріжжі між двома ясенами, має особливу історію. У 1986 році, під час будівництва дороги, дерева мали зрубати. Однак машину з людьми, які їхали виконувати це, відкинуло на узбіччя. Цю подію пам'ятають донині, а хрест залишився стояти на своєму місці.

## Парохи
- о. Анатолій Сидоренко (1988—1990),
- о. Степан Шкварок (з 10 вересня 1990).